# Права ЛГБТ+ особа у Републици Косово
| \| \| \| \| Застава Косова \| Застава дугиних боја \| |                                                                                 |
| Положај Косова                                        |                                                                                 |
| Законска регулатива                                   |                                                                                 |
| Легализација хомосексуалности                         | Легално од 1858. као део Османског царства. Поново у 1994. као део Југославије. |
| Родни идентитет                                       | Трансродне особе не могу да легално промене пол                                 |
| Антидискриминациони закони                            | Види Антидискриминациони закони                                                 |
| Војна служба                                          | Допуштено геј, лезбијским и бисексуалним особама                                |
| Породична права                                       |                                                                                 |
| Брак                                                  | Истосполни бракови нису препознати                                              |
| Истополна заједница                                   | Истосполно партнерство није препознато                                          |
| Усвајање                                              | Усвајање допуштено свакој ЛГБТ особи без пара                                   |
| ЛГБТ+ у Републици Косово                              |                                                                                 |
| Организације                                          |                                                                                 |
| Права                                                 |                                                                                 |
| Медији                                                |                                                                                 |
| Догађаји                                              |                                                                                 |
| Особе                                                 |                                                                                 |
| Значајна места                                        |                                                                                 |
| ЛГБТ+ портал                                          |                                                                                 |
| Застава Косова                                        | Застава дугиних боја                                                            |
| Застава Косова                                        | Застава дугиних боја                                                            |

Лезбијска, хомосексуална, бисексуална, трансродна (ЛГБТ) права у Републици Косово побољшана су последњих година, нарочито усвајањем новог Устава, који забрањује дискриминацију на основу сексуалне оријентације. Међутим, косовско друштво на хомосексуалност и даље гледа као на табу тему.
Влада Косова подржава ЛГБТ заједницу у земљи. Крајем 2013. године Скупштина Републике Косово усвојила је закон о стварању координационе групе за ЛГБТ заједницу. Дана 17. маја 2014. године, познати политичари и дипломате, укључујући британског амбасадора Ијана Клифа и неколико локалних ЛГБТ организација изашли су на улице Приштине у знак марша против хомофобије. Догађај је поздравила канцеларија Европске уније на Косову као и сама влада. Велика ЛГБТ застава прекрила је предњу страну владине зграде те ноћи. Прва парада геј поноса на Косову одржана је у Приштини 17. маја 2016. године, на којој је неколико стотина људи продефиловало улицама престонице. Маршу су присуствовали и председник Хашим Тачи, као и британски и амерички амбасадори на Косову.

## Закон о истополним сексуалним активностима

### Османско царство
1858. године, Османско царство, под чијом је контролом било Косово, легализовало је истополне односе.

### Југославија
Југословенски кривични закон из 1929. године забранио је „разврат против природног поретка“ ( анални однос ). Социјалистичка Федеративна Република Југославија такође је ограничила истополни анални однос, с максималном казном умањеном на 1 до 2 године затвора 1959. године.
1994. године, мушки истополни сексуални односи постали су легални у Републици Косово као саставном делу Савезне Републике Југославије.

### Период УНМИК-а
2004. године, током периода Мисије привремене управе Уједињених нација на Косову (УНМИК), законска доб за сагласност је постављена на 14 година, без обзира на пол или сексуалну оријентацију појединца, а сви сексуални преступи учињени су родно неутралним.

### Независна ера
Косово је прогласило независност од Србије 2008. године. Сексуални односи истог пола и даље су легални. У овом периоду је ЛГБТ заједница такође постала више видљива, а дискусије око таквих тема постале су све уобичајеније. 2008. године проглашен је Устав Косова, који је између осталог садржао одредбе које забрањују дискриминацију на основу сексуалне оријентације.

## Препознавање истополних веза
Председник Уставног суда је 2014. рекао да Косово де јуре дозвољава истополне бракове. Члан 144(3) Устава Косова захтева да Уставни суд одобри све измене Устава како би се осигурало да не крше претходно загарантована грађанска права. Члан 14. Закона о породици (алб. Ligji për Familjen; Српски : Закон о породици) дефинише брак као „легално регистровану заједницу две особе различитог пола“, мада косовски активисти за хомосексуална права тврде да је то у супротности са словом Устава и позивају истополне парове да на суду оспоре закон.
Дана 7. јула 2020. године, министар правде Селим Селими најавио је да ће нови Грађански законик омогућити посебан закон о истополним цивилним партнерствима, који је влада планирала да уведе у року од неколико месеци. Поједине организације за заштиту права ЛГБТ особа критиковале су овај потез јер се тиме правно учвршћује разлика између хетеросексуалних и хомосексуалних парова.

## Антидискриминациони закони
Члан 24. Устава Косова забрањује дискриминацију по више основа, укључујући сексуалну оријентацију. Косово је једна од ретких држава у Европи са уставном забраном дискриминације на основу сексуалне оријентације. Формулација каже:
| „ | Нико не сме бити дискриминисан на основу расе, боје коже, пола, језика, религије, политичког или другог мишљења, националног или социјалног порекла, повезаности са било којом заједницом, имовине, економског и социјалног стања, сексуалне оријентације, рођења, инвалидитета или другог личног стања статус. | ” |

Закон о забрани дискриминације из 2004. (алб. Ligji Kundër Diskriminimit; Српски: Закон против дискриминације) који је усвојила Скупштина Косова, забрањује дискриминацију на основу сексуалне оријентације у разним областима, укључујући запошљавање, чланство у организацијама, образовање, пружање добара и услуга, социјално осигурање и приступ становању. Дефиниција дискриминације у овом закону изричито укључује директну и индиректну дискриминацију, као и узнемиравање, виктимизацију и сегрегацију.
Скупштина парламента је 26. маја 2015. године усвојила амандмане којима се полни идентитет додаје косовском закону о забрани дискриминације. Измене су ступиле на снагу у јулу 2015.
У априлу 2019. године на снагу је ступио нови кривични закон Косова, са јачом заштитом за ЛГБТ грађане. Закон предвиђа додатне казне за почињење злочина из мржње због сексуалне оријентације или родног идентитета жртве или жртава.
Упркос овој законској заштити, ЛГБТ особе углавном избегавају да полицији пријаве случајеве дискриминације или злостављања. Властима је пријављено укупно 10 злочина мотивисаних пристрасношћу над ЛГБТ особама у 2019. години, док је додатних 13 пријављено само ЛГБТ организацијама. У фебруару 2019. године власти су покренуле случај против званичника у Министарству правде који је тражио да се одсеку главе ЛГБТ особама. Полиција га је привела.

## Трансродна права
Трансродним особама није дозвољено да легално промене пол на Косову, чак и ако су били подвргнути операцији промене пола.
2017. године, држављанин Косова, Блерт Морина, поднео је судски спор тражећи да промени име и пол на службеним документима за идентификацију. Његов захтев је одбила Косовска агенција за цивилну регистрацију. Његов адвокат Рина Кика рекао је да је затражио оцену уставности одлуке агенције у јулу 2018. У децембру 2019. Основни суд у Приштини пресудио је у Моринину корист, потврдивши његово право да промени и име и пол на својим идентификационим документима. Кика је рекла да је „суд први пут одлучио да призна право на родни идентитет без нуђења доказа за хируршку интервенцију или било какву медицинску промену”. Министарство правде и Агенција за цивилну регистрацију изјавили су да се пресуда неће сматрати преседаном, а други трансродни људи мораће да прођу сличан судски поступак.

## Војна служба
Лезбијкама, хомосексуалцима и бисексуалцима је дозвољено да отворено служе војску. Међутим, постоји могућност дискриминације од стране особа из вршњачке групе.

## Давања крви
Према смерницама из 2018. за „Недељу давања крви“, они који имају „интимне везе са истим полом“ не могу да дају крв.

## Услови живота
Група за права ЛГБТ особа, Центар за социјалну еманципацију, описује хомосексуални живот на Косову као „подземни“ и углавном тајни. На Косову нема познатих геј клубова или барова, иако је један накратко отворен у Приштини 2011. године.
Према истраживању Националног демократског института из 2015. године, 81% ЛГБТ становника Косова изјавило је да су били изложени психолошком злостављању, а 29% је изјавило да је жртва физичког насиља.
Догађаји којима се обележава Међународни дан борбе против хомофобије, трансфобије и бифобије организују се на Косову од 2007. године. Прва парада поноса догодила се у Приштини у мају 2016. године, уз присуство председника Хашима Тачија и британских и америчких дипломата. Годишња Недеља поноса одржава се у Приштини од 2017. године. 2018. године учествовао је градоначелник Шпенд Ахмети. Током трећег издања догађаја у октобру 2019. године, поворка је кренула са Трга Скендербег, ишавши Булеваром Мајке Терезе до Трга Захир Пајазити, пролазећи поред зграда владе и парламента и других знаменитости града, са слоганом „За кога ти срце куца“ ( Пер кон т'ррех земра ). Сви догађаји у оквиру Недеље поноса су одржани без инцидената, а чинили су их уметничке изложбе, журке, конференције, дискусије и поворка.

### Косовски покрет за ЛГБТ права
Тренутно постоји неколико локалних ЛГБТ организација за заштиту права на Косову. Међу најзначајнијим су Центар за једнакост и слободу (ЦЕЛ; алб. Qendra për Barazi dhe Liri), Центар за развој друштвених група (ЦСГД; алб. Qendra për Zhvillimin e Grupeve Shoqërore) и Центра за социјалну еманципацију (КЕСх; алб. Qendra për Emancipim Shoqëror).

## Збирна табела
| Легалност истополних сексуалних активности                                                                | (од 1994)                                  |
| Једнака доб пристанка                                                                                     | (од 2004)                                  |
| Закони против дискриминације у запошљавању                                                                | (од 2004)                                  |
| Закони против дискриминације у пружању добара и услуга                                                    | (од 2004)                                  |
| Закони против дискриминације у свим осталим областима (укључујући индиректну дискриминацију, говор мржње) | (од 2004)                                  |
| Закони против дискриминације који покривају родни идентитет у свим областима                              | (од 2015)                                  |
| Истополни брак                                                                                            | Не                                         |
| Признавање истополних парова                                                                              | (у фази предлога)                          |
| Усвајање пасторака истополних парова                                                                      | Не                                         |
| Заједничко усвајање истополних парова                                                                     | Не                                         |
| Гејевима, лезбијкама и бисексуалцима дозвољено је да отворено служе војску                                | да                                         |
| Приступ вантелесној оплодњи за лезбијске парове                                                           | Не                                         |
| Право на законску промену рода                                                                            | Не                                         |
| Комерцијално сурогат родитељство за хомосексуалне мушке парове                                            | (забрана на основу секусалне оријентације) |
| МСМ-има је дозвољено да дају крв                                                                          | Не                                         |